# 에이스맥스 레드
에이스맥스 레드는 중국의 음악 그룹이다. 2016년 싱글《暖光》으로 데뷔했다.

## 방송
- 아이돌 리부팅 프로젝트 더 유닛 (2017)

## 음반
- MAXY (2016)
- Merry Acemas (2016)
- 启晨 (2017)
- 暖光 (2017)
- Goodbye School (2017)
- 一天一天 (2017)